# Masquerade (Running Wild)
Masquerade è il nono album studio della band heavy metal tedesca Running Wild.
Il disco, pubblicato il 30 ottobre 1995 dalla Noise Records è il primo di una trilogia continuata poi con The Rivalry e Victory.

## Tracce
1. The Contract / The Crypts of Hades – 2:19
2. Masquerade – 4:19
3. Demonized – 4:40
4. Black Soul – 5:17
5. Lions of the Sea – 5:48
6. Rebel at Heart – 5:44
7. Wheel of Doom – 4:02
8. MetalHead – 4:56
9. Soleil Royal – 4:44
10. Men in Black – 4:35
11. Underworld – 6:19
12. Iron Heads (Bonus) – 3:43
13. Bones to Ashes (Bonus) – 5:17

## Formazione
- Rolf Kasparek - voce, chitarra
- Thilo Herrmann - chitarra
- Thomas Smuszynski - basso
- Jörg Michael - batteria